# Phare de Melrakkanes
Le phare de Melrakkanes (en islandais : Melrakkanesviti) est un phare situé dans la région de Norðurland eystra à 15 km à l'est du village de Raufarhöfn.